# Basket Catalan Perpignan Méditerranée
Il Basket Catalan Perpignan Méditerranée è una società femminile di pallacanestro di Perpignano fondata nel 1980.